# Nectomys
Nectomys (Peters, 1860) è un genere di roditori della famiglia dei Cricetidi.

## Descrizione

### Dimensioni
Al genere Nectomys appartengono roditori di piccole dimensioni, con lunghezza della testa e del corpo tra 135 e 252 mm, la lunghezza della coda tra 135 e 246 mm e un peso fino a 380 g.

### Caratteristiche craniche e dentarie
Il cranio è robusto e presenta un rostro corto e largo, la regione inter-orbitale converge anteriormente, mentre la scatola cranica è stretta e quadrata. I molari sono grandi e con la corona alta.
Sono caratterizzati dalla seguente formula dentaria:

### Aspetto
Il corpo è adattato ad una vita parzialmente acquatica. La pelliccia è lunga, densa e lucida. Le parti dorsali variano dal grigio-brunastro al grigio chiaro, i fianchi sono più chiari mentre le parti ventrali sono biancastre con dei riflessi giallastri e la base dei peli scura. Le vibrisse sono lunghe. Le orecchie sono ricoperte finemente di peli. Le zampe posteriori sono grandi e larghe, con una frangiatura di peli argentati lungo il bordo esterno e le dita parzialmente palmate. Le piante dei piedi sono prive di peli, ricoperte di scaglie ed hanno cinque piccoli cuscinetti carnosi.  La coda è più lunga della testa e del corpo, è finemente ricoperta di peli e talvolta con un ciuffo di lunghi peli all'estremità. Le femmine hanno 4 paia di mammelle.

## Distribuzione
Il genere è diffuso in tutta l'America meridionale.

## Tassonomia
Il genere comprende 6 specie:
- Nectomys apicalis
- Nectomys magdalenae
- Nectomys palmipes
- Nectomys rattus
- Nectomys saturatus
- Nectomys squamipes